# Paul León
Paul David León Brillembourg (Valera, estado Trujillo, Venezuela, 10 de noviembre de 1997) es un periodista venezolano especializado en la cobertura deportiva. Paul fue detenido el 30 de julio de 2024, un par de días después elecciones presidenciales de Venezuela el mismo año, mientras trabajaba como camarógrafo para VPItv y cubría protestas en Valera.

## Carrera
Paúl León se ha dedicado a la cobertura deportiva, trabajando con Trujillanos Futsal, Trujillanos Fútbol Club, la Liga Futve y el canal La Tele Tuya. Entre 2017 y 2019 formó parte del equipo de transmisión deportiva del Sistema Global. Sus coberturas han incluido la Copa Mundial de Fútbol de 2018, la Copa América 2019, las Eliminatorias de Conmebol de 2022 y la Copa América 2024, en esta última para el circuito de radio VenFM.
León ha sido panelista y conductor en Planeta Deporte Radio y Planeta Deporte TV, programa galardonado en varias oportunidades por el Indet, creando la sección «Fútbol Condimentado" en 2023. También ha sido community manager de Kiukak y apoyado a la Sociedad Anticancerosa en Salud Ideal.
En 2024, Paul cubrió una vacancia como camarógrafo en el canal VPItv luego de que un colega decidiera salir de Venezuela y recomendarlo para la posición.

## Detención
Paul fue detenido alrededor de las 11:00 a. m. el 30 de julio de 2024, un par de días después elecciones presidenciales el mismo año, mientras cubría protestas en la avenida Bolívar de Valera. Dos otros periodistas en el lugar lograron escapar, pero los funcionarios de seguridad se llevaron a León en una moto, sin explicaciones y junto con su equipo de trabajo. Para el momento de su detención, sólo tenía cuatro meses trabajando como camarógrafo para VPItv.Durante los hechos, efectivos de la Guardia Nacional Bolivariana (GNB) también agredieron y le robaron el teléfono celular a la periodista Yuliana Palmar.El Sindicato Nacional de Trabajadores de la Prensa de Venezuela (SNTP) denunció la detención.Paul fue recluido inicialmente en la Coordinación Policial 2.0 antes de ser trasladado a las instalaciones de la Dirección de Inteligencia Policial (DIP) en Valera.
El 6 de agosto fue presentado ante un tribunal especial con competencia en terrorismo en una audiencia telemática, siendo imputado por delitos de terrorismo.Los periodistas Yousner Alvarado, Deisy Peña y José Gregorio Carnero también fueron imputados por delitos de terrorismo. El SNTP también ha denunciado que tanto a León como a Gregorio Carnero se les ha impedido la juramentación de una defensa privada.
El Comité para la Protección de los Periodistas (CPJ) le pidió a las autoridades venezolanos retirar los cargos de terrorismo contra los periodistas detenidos después de las elecciones presidenciales en el país.